# Onthophagus acutus
Onthophagus acutus là một loài bọ cánh cứng trong họ Bọ hung (Scarabaeidae).